# Gmina Siechnice
Gmina Siechnice là một đô thị-nông thôn gmina (huyện hành chính) trong wrocławski, Dolnośląskie, ở tây nam Ba Lan.  Khu vực hành chính của nó là thị trấn Siechnice, nằm khoảng 13 kilômét (8 mi) về phía đông nam của quận và thủ phủ khu vực, Wrocław.
Cho đến ngày 1 tháng 1 năm 2010, gmina được gọi là Gmina więta Katarzyna, và có khu vực hành chính ở làng Święta Katarzyna, nằm ở phía tây Siechnice. (Bây giờ gmina nông thôn thành thị duy nhất ở Ba Lan có khu vực hành chính trong một ngôi làng chứ không phải thị trấn của nó là Gmina Nowe Skalmierzyce.)
Gmina có diện tích 98,57 kilômét vuông (38,1 dặm vuông Anh), và tính đến năm 2006, tổng dân số của nó là 13,552 người (trong đó dân số thành thị – dân số Siechice – là 3,851, trong khi dân số của vùng nông thôn của gmina là 9,701).

## Gminas lân cận
Gmina Siechnice giáp với thành phố Wrocław và bởi các gminas của Czernica, Domaniów, Kobierzyce, Oława và órawina.

## Làng
Ngoài thị trấn Siechnice, các gmina chứa các làng Biestrzyków, Blizanowice, Bogusławice, Durok, Groblice, Grodziszów, Iwiny, Kotowice, Łukaszowice, Mokry Dwór, Ozorzyce, Radomierzyce, Radwanice, Smardzów, sulecin, Sulimów, Święta Katarzyna, Szostakowice, Trestno, Zacharzyce, Zębice và Żerniki Wrocławskie.